# Shelagh Roberts
Shelagh Marjorie Roberts (ur. 13 października 1924 w Port Talbot, zm. 16 stycznia 1992) – brytyjska polityk i samorządowiec, posłanka do Parlamentu Europejskiego I i II kadencji.

## Życiorys
Kształciła się w St. Wyborn School w Birkdale. Następnie pracowała w służbie podatkowej Inland Revenue w Liverpoolu i jako konsultantka. Przystąpiła do Partii Konserwatywnej. Zasiadała w radzie Metropolitan Borough of Kensington (1953–1971) i Wielkiego Londynu (1970–1981), w 1964 kandydowała do Izby Gmin. Zasiadała w różnych państwowych i samorządowych organach doradczych, m.in. Race Relations Board, Occupational Pensions Board i zarządzie portu w Londynie. Współautorka dwóch książek.
W 1979 i 1984 wybierana posłanką do Parlamentu Europejskiego. Krótko po wyborach z 1979 jej wybór unieważniono ze względu na pobieranie pensji za zasiadanie w Occupational Pensions Board, po przeprowadzeniu wyborów uzupełniających ponownie uzyskała mandat. Przystąpiła do frakcji Europejscy Demokraci. Od 1989 do śmierci kierowała London Tourist Board. 1 stycznia 1992 ogłoszona parem dożywotnim, jednak nigdy nie objęła tej funkcji. Zmarła kilkanaście dni później w wyniku nowotworu.

## Odznaczenia
W 1981 odznaczona Orderem Imperium Brytyjskiego II klasy.